# Hülseburg
Hülseburg är en kommun och ort i Landkreis Ludwigslust-Parchim i förbundslandet Mecklenburg-Vorpommern i Tyskland.
Kommunen ingår i kommunalförbundet Amt Hagenow-Land tillsammans med kommunerna Alt Zachun, Bandenitz, Belsch, Bobzin, Bresegard bei Picher, Gammelin, Groß Krams, Hoort, Kirch Jesar, Kuhstorf, Moraas, Pätow-Steegen, Picher, Pritzier, Redefin, Strohkirchen, Toddin och Warlitz.